# Peter Heigl (Historiker)
Peter Franz Xaver Heigl (* 1. April 1952 in Köfering, Deutschland) ist ein deutscher Buchautor, Ausstellungskurator, Drehbuchautor von Dokumentarfilmen und Hörfunksendungen.

## Leben
Peter Heigl besuchte das Humanistische Gymnasium in Regensburg und studierte an der Universität Regensburg und University of Colorado in den Vereinigten Staaten Geschichte und Englisch.
Von 1978 bis 1984 war er Dozent an verschiedenen Einrichtungen der Erwachsenenbildung (Otto-Benecke-Stiftung, Friedrich-Ebert-Stiftung, DGB Bildungswerk). Seit 1985 ist er als freier Historiker mit Schwerpunkt Zeitgeschichte tätig: Verfasst Bücher für Verlage und Firmen, kuratiert Ausstellungen für Museen, verfasst Dokumentarfilme und Hörfunk-Sendungen für ARD und Privatsender.
Für seine Forschungsthemen erhielt er Stipendien der Europäischen Kommission, des Auswärtigen Amtes, der Städte Regensburg und Nürnberg und der Memorial Foundation for Jewish Culture (New York). Von 1985 bis 1990 setzte er sich gegen die Wiederaufarbeitungsanlage Wackersdorf ein. 1986 war er Gründungsvorsitzender der „Geschichtswerkstatt Regensburg und Ostbayern e. V.“ Von 1990 bis 2001 leitete er den Verband „Deutscher Schriftsteller, Ostbayern“. Über 10 Jahre war er auch Vorstandsmitglied des Verbandes „Deutscher Schriftsteller, Bayern“. 1996 erhielt er eine tschechische Auszeichnung zur Völkerverständigung. 2007 wurde er als stellvertretender Delegierter der Wahrnehmungsberechtigten der „Verwertungsgesellschaft Wort“ gewählt.

## Werke

### Bücher
- Nürnberger Prozesse/Nuremberg Trials. 4. Auflage. Hans Carl, Nürnberg, 2005, ISBN 3-418-00388-5 (im Wettbewerb „Die schönsten deutschen Bücher 2002“ durch die Stiftung Buchkunst ausgezeichnet).
- Schotter für die Wüste. Die Bagdadbahn und ihre deutschen Bauingenieure. Eigenverlag, Nürnberg 2004, ISBN 3-00-014268-1.
- Adler. Stationen einer Lokomotive im Laufe dreier Jahrhunderte. Buch & Kunstverlag Oberpfalz, Amberg 2009, ISBN 978-3-935719-55-1.
- mit D. Engel: Hamburger Wasserwelten. Sutton, Erfurt 2010, ISBN 978-3-86680-705-1.
- Der Christkindlesmarkt in Nürnberg. Weihnachtszauber vor 50 Jahren. Eigenverlag, Nürnberg 2010, ISBN 978-3-00-031778-1.

### Ausstellungen
- Orient Express Paris - Istanbul im Verkehrsmuseum Nürnberg, 1998
- Bagdad- und Hedjazbahn im DB Museum Nürnberg 2003, Vorderasiatisches Museum Berlin 2004, Deutsche Botschaft Ankara 2009
- Sergeant Elvis Presley in Germany im Alliiertenmuseum Berlin 2008, DB Museum Nürnberg 2008,  t.i.m.e. Port Bremerhaven 2008, Rathaus Wiesbaden 2009

### Filme
- 1997: Der Todesmarsch der Juden aus dem Konzentrationslager Flossenbürg (Kurzform) – FWU Institut für Film und Bild in Wissenschaft und Unterricht (Video)
- 1998: Der Todesmarsch der Juden aus dem Konzentrationslager Flossenbürg – Beitrag zum 13. internationalen Dokumentarfilmfestival München (Video)
- 1998: The Death March of the Jews from the Concentration Camp at Flossenbuerg – Ergo Media inc., USA, NTSC
- 2000: Die geliebten Besatzer. Die US-Armee in Nürnberg 1945–1955 – Bayerischer Rundfunk (Ausstrahlung und Video)